# Tony's Bar
Tony's Bar fue un bar ubicado en la localidad española de Torremolinos, siendo considerado el primer bar gay del país.

## Historia
Fue creado en 1962 por una pareja homosexual británica; si bien no era definido como un lugar específico de encuentro LGBT, se convirtió en un punto de reunión para dicha comunidad producto de la tolerancia presente en el interior del local y la visita frecuente por parte de turistas, en su mayoría homosexuales. Producto de la represión ejercida por la dictadura franquista el lugar tuvo distintas ubicaciones, como por ejemplo la esquina de la calle Cauce con la avenida Palma de Mallorca, al interior del Pasaje Begoña y en la calle Antonio Girón.
Producto del surgimiento del Tony's Bar, en el Pasaje Begoña comenzaron a crearse diversos establecimientos para la comunidad LGBT durante los años 1960, que tuvieron su época de mayor expansión hasta la redada ocurrida en junio de 1971. El bar tuvo una corta existencia, cerrando sus puertas en 1963, tras lo cual el espacio fue ocupado por diversos bares, discotecas y restaurantes para la diversidad sexual.
En octubre de 2016 el artista Yann Leto realizó una recreación del interior del Tony's Bar en el Albergue de la Música de Torremolinos basado en fotografías de locales LGBT de la época y relatos de personas que asistieron al recinto.